# Alina Gryficz-Mielewska
Alina Gryficz-Mielewska, właśc. Alina Dębicka z Jaxa-Dębickich, herbu Gryf, ps. Alina Gryficz, l°v. Mielewska, 2°v. Grohman (ur. 22 kwietnia 1887 w Miedzeszynie, zm. 24 kwietnia 1946 w Łodzi) – polska aktorka.

## Życiorys
Ukończyła pensję sióstr Wizytek w Warszawie, po której odcięła się od rodziny i rozpoczęła przygotowania do zawodu pod kierunkiem Józefa Śliwickiego. Swoją karierę rozwijała pod pseudonimem Gryficz. Pierwsze kroki na scenie postawiła w teatrze w Łodzi, 17 września 1908 r. w roli Maryny („Wesele”). Następnie grała przez 2 sezony pod dyrekcją Aleksandra Zelwerowicza. W czerwcu 1909 r. zagrała infantkę („Cyd”) w Teatrze Małym w Warszawie, w latach 1910–1913 grała w Teatrze Popularnym w Łodzi pod dyrekcją Andrzeja Mielewskiego. Po wyjściu za niego za mąż zaczęła używać nazwiska Gryficz-Mielewska. W latach 1913–1917 grała w Teatrze im. Słowackiego w Krakowie, a następnie w teatrach: Nowoczesnym, Letnim i Rozmaitości w Warszawie. W 1919 r. zagrała w polskim filmie „Lokaj”. W 1920 r. rozpoczęła grę w Teatrze Polskim i Małym przez 2 sezony do 1922 r. Wystąpiła wówczas w niemieckich filmach berlińskiej wytwórni UFA, m.in. w „Braciach Karamazow”, „Tragedii mocnego człowieka” i „Madame de Trocadero”, w trakcie nagrywania „Braci Karamazow” w Berlinie poznała Leona Grohmana, za którego wyszła w 1922 r., po czym zakończyła karierę aktorską.

## Życie prywatne
Była córką Eugeniusza Dębickiego i Wandy z Baczyńskich, pochodziła z ziemiańskiej, katolickiej rodziny. Jej pierwszym mężem był Andrzej Mielewski, z którym miała syna, Andrzeja Dębickiego (ur. 1910). Z drugim mężem, Leonem Grohmanem, również doczekała się syna – polityka i ekonomisty – Jerzego Grohmana (1922–2017). Rodzina mieszkała przy ul. Tylnej w Łodzi w pałacu Ludwika Grohmana. Spoczywa w części katolickiej Starego Cmentarza w Łodzi.

## Role
Role teatralne:
- Matylda Ricetti („Cierpki owoc”),
- Monna („Ósma żona Sinobrodego”),
- Mery („Szał”),
- Amelia Tichard („Oj, mężczyźni, mężczyźni”),
- Marta („Król”),
- Natalia („Gęsi i gąski”),
- Zuzanna Serignan („Awantura”),
- Dora Dellenny („Pierwsza sztuka Fanny”),
- Margrabina Prie („Maria Leszczyńska”),
- Infantka („Cyd”),
- Maryna („Wesele”),
- Podlotek („Wojna podczas pokoju”)[2]

Filmy:
- „Lokaj”
- „Tragedia mocnego człowieka”
- „Madame de Trocadero”[3]
- „Bracia Karamazow” jako Gruszenka[6].